# Victor Jamaer
 (septembre 2018).
Si vous disposez d'ouvrages ou d'articles de référence ou si vous connaissez des sites web de qualité traitant du thème abordé ici, merci de compléter l'article en donnant les références utiles à sa vérifiabilité et en les liant à la section « Notes et références ».
Victor Jamaer, comme il se nommait usuellement, ou, pour lui donner ses prénoms complets Pierre Victor Jamaer, est un architecte belge né à Bruxelles en 1825 et décédé en 1902.

## Historique

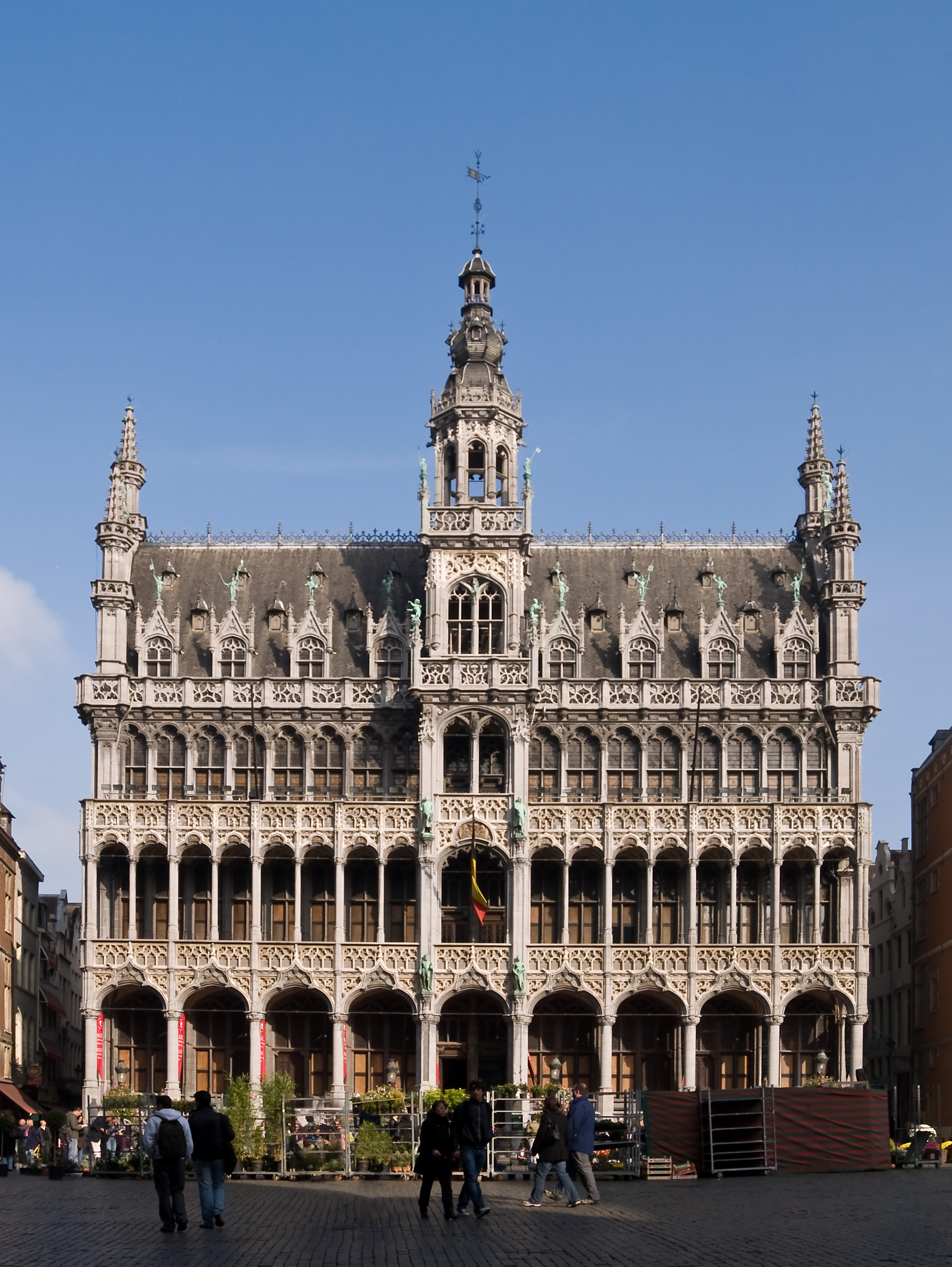
La nouvelle Maison du Roi ou Broodthuys (1873-1895), construite sur la Grand-Place de Bruxelles par Victor Jamaer, pour remplacer l'ancien bâtiment historique entièrement rasé par lui.

Il est formé par l'architecte Joseph Jonas Dumont et entre à l'administration communale de Bruxelles où il commence sa carrière comme dessinateur en 1847. Il devient ainsi, au fur et à mesure de sa progression, inspecteur des bâtisses (1857), inspecteur en chef et enfin, en 1864, architecte.
Disciple appliqué de son maître, mais n'ayant jamais dépassé le niveau d'un habile technicien, il devient le principal connaisseur et propagateur du néogothique, qu'il applique à la lettre, tout en se différenciant  de Viollet-le-Duc. Jamaer, au vu des connaissances actuelles et en redécouvrant son œuvre, est d'une rigueur implacable dans les références architecturales et dans ses recherches historiques.
Son nom reste attaché à d'innombrables travaux de restauration dans Bruxelles tels ceux de l'église de la Chapelle, de l'hôtel de ville et de la Grand-Place, où il restaure plusieurs maisons.
On aurait pu lui reprocher la démolition pure et simple de la Maison du Roi ou Broodthuys sur la Grand-Place si les fondations sur pilotis de celui-ci n'avaient permis une rénovation. L'illustre immeuble du XVIe siècle, ravagé par le feu lors du bombardement de Bruxelles par les troupes françaises commandées par le maréchal de Villeroy en août 1695, est finalement remplacé par un édifice de style gothique plus vrai que nature (1873-1895), Victor Jamaer ayant pris soin de mouler certains éléments d'architecture, de faire un relevé exact du bâtiment d'origine, de visiter d'autres maisons de ville comme Mons et Audenaerde, de redécouvrir la charpente de l'église de Baudour ou encore la collégiale St Jacques de Liège.